# Dangerous Woman (альбом)
Dangerous Woman (рус. Опасная женщина) — третий студийный альбом американской певицы Арианы Гранде, выпущенный лейблом Republic Records 20 мая 2016 года. Альбом стал следующим за альбомом My Everything (2014). Одноимённый лид-сингл альбома «Dangerous Woman» был выпущен 11 марта 2016 года. Вторым синглом стала композиция «Into You», выпущенная 6 мая 2016 года.

## Написание и концепция
Ариана Гранде начала написание песен для этого альбома вскоре после завершения записи её второго альбома My Everything (2014). Запись композиций для Dangerous Woman, в которой ей помогали её друзья Томми Браун и Виктория Моне, продолжалась в течение всего лета и осени 2015 года с перерывами на концерты тура The Honeymoon Tour.
Композиция «Focus», которая изначально задумывалась в качестве главного сингла альбома, была выпущена 30 октября 2015 года в цифровом формате и, дебютировав на 7-й строчке чарта Billboard Hot 100, была продана в США тиражом 113 000 экземпляров в первую неделю. 26 января 2016 года композиция была сертифицирована Американской ассоциацией звукозаписывающих компаний (RIAA) как платиновая. Гранде завершила работу над альбомом 22 января 2016 года.
Первоначально альбом был назван Moonlight. Однако в январе 2016 года на ток-шоу «Джимми Киммел в прямом эфире» Гранде заявила, что не уверена в названии и что, возможно, она изменит его в соответствии с названием одной из песен альбома. Новое название альбома, «Dangerous Woman», она объявила 22 февраля 2016 года посредством своих профилей в Snapchat и Twitter. На следующий день в своём Instagram-аккаунте Гранде выложила фото, подписав его цитатой из новеллы «Женщина в нулевой точке» (1975) египетской писательницы-феминистки Наваль эль-Саадави:

Они говорят: «Ты дикая и опасная женщина». Я им в ответ правду. А правда дикая и опасная.
Оригинальный текст (англ.)They said, "You are a savage and dangerous woman." I am speaking the truth. And the truth is savage and dangerous.

. Относительно того, почему название альбома было изменено, Ариана заявила, что оно должно было изобразить её сильной личностью и поддержать поклонников:

«Moonlight» красивая песня с прелестным названием. Она очень романтична и определённо связывает старую музыку с новой, но «Dangerous Woman» гораздо сильнее… Для меня «опасная женщина» — это та, которая не боится отстаивать свою точку зрения, быть настоящей и искренней.
Оригинальный текст (англ.)"Moonlight" is a lovely song, and it's a lovely title. It's really romantic, and it definitely ties together the old music and the new music, but "Dangerous Woman" is a lot stronger. … To me, a dangerous woman is someone who’s not afraid to take a stand, be herself and to be honest.

В альбоме также присутствуют четыре композиции, записанные при участии других артистов. Совместно с Лил Уэйном была написана песня «Let Me Love You», а с Мэйси Грей Гранде работала над треком «Leave Me Lonely». В коллаборациях также участвовали Ники Минаж в песне «Side to Side» и Фьючер в песне «Everyday». Композицию «Leave Me Lonely» Гранде презентовала на торжественном открытии T-Mobile Arena в Лас-Вегасе 7 апреля 2016 года.

## Рейтинги
| Публикация           | Список                             | Ранг |
| -------------------- | ---------------------------------- | ---- |
| Sputnikmusic         | Best Albums of 2016                | 45   |
| Complex              | 50 Albums of 2016                  | 49   |
| Digital Spy          | 20 Best Albums of 2016             | 4    |
| Entertainment Weekly | 50 Best Albums of 2016             | 27   |
| Fuse                 | 20 Best Albums of 2016             | 6    |
| Idolator             | 10 Best Albums of 2016             | 10   |
| Pitchfork            | 20 Best Pop and R&B Albums of 2016 | N/A  |
| The Guardian         | 40 Best Albums of 2016             | 30   |
| Rolling Stone        | 20 Best Pop Albums of 2016         | 11   |
| Billboard            | 50 Best Albums of 2016             | 22   |

## Список композиций
| №                   | Название                                   | Автор(ы)                                                                | Продюсеры                   | Длительность |
| ------------------- | ------------------------------------------ | ----------------------------------------------------------------------- | --------------------------- | ------------ |
| 1.                  | «Moonlight»                                | Ариана Гранде Томми Браун Виктория МакКантс Питер Ли Джонсон            | TB Hits                     | 3:22         |
| 2.                  | «Dangerous Woman»                          | Джоан Карлссон Росс Голан Макс Мартин                                   | Мартин Карлссон             | 3:56         |
| 3.                  | «Be Alright»                               | Гранде Браун МакКантс Халед Рохайм Николас Аудино Льюис Хьюз Уилли Тафа | Twice as Nice TB Hits       | 2:57         |
| 4.                  | «Into You»                                 | Гранде Мартин Саван Котеча Александр Кронлунд Илья Салманзаде           | Мартин Илья                 | 4:04         |
| 5.                  | «Side to Side» (при участии Ники Минаж)    | Гранде Салманзаде Мартин Оника Мараж Кронлунд Котеча                    | Мартин Илья                 | 3:46         |
| 6.                  | «Let Me Love You» (при участии Лил Уэйна)  | Гранде Брайн МакКантс Стивен Фрэнкс Дуэйн Картер                        | TB Hits Mr. Franks          | 3:43         |
| 7.                  | «Greedy»                                   | Мартин Котеча Кронлунд Салманзаде                                       | Мартин Илья                 | 3:34         |
| 8.                  | «Leave Me Lonely» (при участии Мейси Грей) | Браун Фрэнкс Томас Паркер Лампкинс МакКантс                             | TB Hits Mr. Franks Лампкинс | 3:49         |
| 9.                  | «Everyday» (при участии Фьючера)           | Гранде Котеча Салманзаде Нейведиус Уилберн                              | Илья Мартин                 | 3:14         |
| 10.                 | «Sometimes»                                | Мартин Котеча Салманзаде Петер Свенссон                                 | Мартин Илья                 | 3:46         |
| 11.                 | «I Don't Care»                             | Гранде Трэвис Сейлс Фрэнкс Браун Майкл Фостер МакКантс                  | TB Hits Mr. Franks Travesty | 2:58         |
| Общая длительность: | Общая длительность:                        | Общая длительность:                                                     | Общая длительность:         | 39:09        |

| №                   | Название                                   | Текст песни                             | Музыка                                                                                    | Producer(s)                                  | Длительность |
| ------------------- | ------------------------------------------ | --------------------------------------- | ----------------------------------------------------------------------------------------- | -------------------------------------------- | ------------ |
| 1.                  | «Moonlight»                                | Ariana Grande Victoria McCants          | Tommy Brown Peter Lee Johnson                                                             | Brown                                        | 3:22         |
| 2.                  | «Dangerous Woman»                          | Ross Golan                              | Johan Carlsson Max Martin                                                                 | Martin [a] Carlsson [a]                      | 3:55         |
| 3.                  | «Be Alright»                               | Grande McCants                          | Brown Khaled Rohaim Nicholas Audino Lewis Hughes Willie Tafa Neo Joshua Alexander Crossan | Brown Twice as Nice                          | 2:59         |
| 4.                  | «Into You»                                 | Grande Savan Kotecha Alexander Kronlund | Martin Ilya Salmanzadeh                                                                   | Ilya Martin                                  | 4:04         |
| 5.                  | «Side to Side» (при участие Ники Минаж)    | Grande Kotecha Kronlund Onika Maraj     | Martin Salmanzadeh                                                                        | Ilya Martin                                  | 3:46         |
| 6.                  | «Let Me Love You» (при участие Лил Уэйн)   | Grande McCants Dwayne Carter, Jr.       | Brown Steven Franks Matt O'Brien Jeremy Felton Markous Roberts                            | Brown Franks FKi 1st                         | 3:43         |
| 7.                  | «Greedy»                                   | Kotecha Kronlund                        | Martin Salmanzadeh                                                                        | Ilya Martin                                  | 3:34         |
| 8.                  | «Leave Me Lonely» (при участие Мэйси Грей) | McCants                                 | Brown Thomas Parker Lumpkins Franks                                                       | Lumpkins Franks Brown [a]                    | 3:49         |
| 9.                  | «Everyday» (при участие Фьючер)            | Grande Kotecha Nayvadius Wilburn        | Martin Salmanzadeh                                                                        | Ilya [a] Martin [b]                          | 3:14         |
| 10.                 | «Bad Decisions»                            | Grande Kotecha                          | Martin Salmanzadeh                                                                        | Martin Ilya                                  | 3:46         |
| 11.                 | «Thinking Bout You»                        | Hindlin Angelides                       | Jomphe-Lépine Svensson                                                                    | Svensson Billboard Ilya [b] Karlsson [b] [c] | 3:20         |
| Общая длительность: | Общая длительность:                        | Общая длительность:                     | Общая длительность:                                                                       | Общая длительность:                          | 39:31        |

| №                   | Название                    | Автор(ы)                                                  | Продюсеры                 | Длительность |
| ------------------- | --------------------------- | --------------------------------------------------------- | ------------------------- | ------------ |
| 12.                 | «Bad Decisions»             | Гранде Мартин Котеча Салманзаде                           | Мартин Илья               | 3:46         |
| 13.                 | «Touch It»                  | Мартин Котеча Свенссон Али Пайами                         | Мартин Payami             | 4:20         |
| 14.                 | «Knew Better / Forever Boy» | Гранде Фрэнкс МакКантс Фостер Теддер Браун                | TB Hits Mr. Franks Теддер | 4:59         |
| 15.                 | «Thinking Bout You»         | Свенссон Хлоя Анджелидес Джейкоб Кашер Хиндлин Матьё Жомэ | Свенссон Billboard        |              |
| Общая длительность: | Общая длительность:         | Общая длительность:                                       | Общая длительность:       | 55:34        |

| №                   | Название            | Автор(ы)                    | Продюсеры           | Длительность |
| ------------------- | ------------------- | --------------------------- | ------------------- | ------------ |
| 16.                 | «Focus»             | Гранде Котеча Свенссон Илья | Илья Мартин         | 3:31         |
| Общая длительность: | Общая длительность: | Общая длительность:         | Общая длительность: | 59:05        |

| №                   | Название                      | Автор(ы)                                                              | Продюсеры                           | Длительность |
| ------------------- | ----------------------------- | --------------------------------------------------------------------- | ----------------------------------- | ------------ |
| 16.                 | «Step On Up»                  | Браун МакКантс Аудино Шейн Стивенс Райан Войтесак Хьюз Джамиль Каммас | Войтесак Twice as Nice Браун        | 3:01         |
| 17.                 | «Jason's Song (Gave It Away)» | Гранде Джейсон Роберт Браун                                           | Джейсон Роберт Браун Джеффри Лессер | 4:25         |
| Общая длительность: | Общая длительность:           | Общая длительность:                                                   | Общая длительность:                 | 63:00        |

| №                   | Название            | Автор(ы)                    | Продюсеры           | Длительность |
| ------------------- | ------------------- | --------------------------- | ------------------- | ------------ |
| 18.                 | «Focus»             | Гранде Котеча Свенссон Илья | Илья Мартин         | 3:31         |
| Общая длительность: | Общая длительность: | Общая длительность:         | Общая длительность: | 66:31        |

| №  | Название                        | Длительность |
| -- | ------------------------------- | ------------ |
| 1. | «Dangerous Woman» (Visual 1)    | 3:56         |
| 2. | «Dangerous Woman» (А капелла)   | 3:58         |
| 3. | «Focus» (Музыкальный видеоклип) | 3:45         |
| 4. | «Focus» (Lyric Video)           |              |

## Чарты
| Чарт (2016)                         | Высшая позиция |
| ----------------------------------- | -------------- |
| Австралия (ARIA)                    | 1              |
| Argentine Albums (CAPIF)            | 8              |
| Австрия (Ö3 Austria)                | 5              |
| Бельгия/Фландрия (Ultratop)         | 2              |
| Бельгия/Валлония (Ultratop)         | 6              |
| Brazilian Albums (ABPD)             | 1              |
| Канада (Canadian Albums Chart)      | 2              |
| Чехия (ČNS IFPI)                    | 10             |
| Дания (Hitlisten)                   | 5              |
| Нидерланды (Album Top 100)          | 1              |
| Финляндия (Suomen virallinen lista) | 6              |
| Франция (SNEP)                      | 8              |
| Германия (Offizielle Top 100)       | 6              |
| Греция (IFPI)                       | 4              |
| Венгрия (MAHASZ)                    | 39             |
| Ирландия (IRMA)                     | 1              |
| Италия (Classifica album)           | 1              |
| Япония (Oricon)                     | 2              |
| Республика Корея (Circle)           | 21             |
| Республика Корея (Gaon)             | 1              |
| Mexican Albums (AMPROFON)           | 1              |
| Новая Зеландия (RMNZ)               | 1              |
| Норвегия (VG-lista)                 | 1              |
| Польша (ZPAV)                       | 8              |
| Португалия (AFP)                    | 4              |
| Шотландия (Scottish Albums Chart)   | 3              |
| Испания (PROMUSICAE)                | 1              |
| Швеция (Sverigetopplistan)          | 4              |
| Швейцария (Schweizer Hitparade)     | 3              |
| Taiwanese Albums (Five Music)       | 1              |
| Великобритания (UK Albums Chart)    | 1              |
| Uruguayan Albums (CUD)              | 16             |
| США (Billboard 200)                 | 2              |

| Чарт (2017)              | Высшая позиция |
| ------------------------ | -------------- |
| Australian Albums (ARIA) | 34             |
| Irish Albums (IRMA)      | 8              |
| Польша (ZPAV)            | 30             |
| UK Albums (OCC)          | 30             |

| Чарт (2016)                              | Позиция |
| ---------------------------------------- | ------- |
| Australian Albums (ARIA)                 | 53      |
| Belgian Albums (Ultratop Flanders)       | 75      |
| Belgian Albums (Ultratop Wallonia)       | 122     |
| Canadian Albums (Billboard)              | 18      |
| Danish Albums (Hitlisten)                | 24      |
| Dutch Albums (MegaCharts)                | 29      |
| French Albums (SNEP)                     | 100     |
| Italian Albums (FIMI)                    | 49      |
| Mexican Albums (AMPROFON)                | 31      |
| New Zealand Albums (RMNZ)                | 43      |
| Spanish Albums (PROMUSICAE)              | 56      |
| South Korean Albums International (Gaon) | 57      |
| UK Albums (OCC)                          | 62      |
| US Billboard 200                         | 26      |

## Сертификации
| Регион | Сертификация  | Продажи  |
| --- | ------------- | -------- |
| Австрия (IFPI Austria)                                                                                                   | Платиновый    | 15 000*  |
| Бразилия (ABPD) | 2× Платиновый | 80 000   |
| Канада (Music Canada) | 3× Платиновый | 240 000  |
| Дания (IFPI Danmark) | 2× Платиновый | 40 000   |
| Франция (SNEP) | Платиновый    | 100 000  |
| Италия (FIMI) | Платиновый    | 50 000   |
| Япония (RIAJ) | Золотой       | 100 000^ |
| Мексика (AMPROFON) | 3× Платиновый | 180 000  |
| Норвегия (IFPI Norway)                                                                                                   | 2× Платиновый | 40 000*  |
| Польша (ZPAV) | Платиновый    | 20 000   |
| Сингапур (RIAS) | Платиновый    | 10 000*  |
| Швеция (GLF) | Золотой       | 20 000   |
| Швейцария (IFPI Switzerland)                                                                                             | 3× Платиновый | 60 000   |
| Великобритания (BPI) | Платиновый    | 300 000  |
| США (RIAA) | 2× Платиновый | 429,000  |
| * Данные о продажах приведены только на основе сертификации. ^ Данные о тиражах приведены только на основе сертификации. |               |          |

## История релиза
| Регион | Дата        | Версия                                 | Форматы | Лейбл                                  | Ссылки |
| ------ | ----------- | -------------------------------------- | ------- | -------------------------------------- | ------ |
| Разные | 20 мая 2016 | - Стандартное издание - Делюкс-издание | CD ЦД   | Republic Records Universal Music Group | [ 37 ] |